# U.S. Lecce
Unione Sportiva Lecce je italijanski nogometni klub iz mesta Lecce. Klub je bil ustanovljen 17. marca 1908 kot Sporting Club Lecce, kateri je po sezoni 1923/24 razpadel in bil potem ponovno ustanovljen pod sedanjim imenom 16. septembra 1927. Aktualno igra v Serie A.
Iz domačih tekmovanj ima Lecce naslov prvaka 2. italijanske lige (1984/85), 4 naslove prvaka 3. italijanske lige (1945/46, 1975/76, 1995/96, 2017/18) in naslov prvaka italijanskega pokala 3. italijanske lige (1975/76). Iz mednarodnih tekmovanj pa je vidnejši uspeh kluba naslov prvaka anglo-italijanskega pokala (1976/77).
Domači stadion Leccea je Stadio Via del Mare, ki sprejme 31,533 gledalcev. Barve dresov so rumena, rdeča in modra. Nadimki nogometašev so I Giallorossi ("Rumenordeči"), I Salentini ("Salentijci") in I Lupi ("Volkovi").

## Rivalstvo
Leccejev rival je regijski tekmec Bari. Nasprotno pa ima prijateljski odnos s podporniki Palerma.